# Esperantistas
Esperantista (em esperanto: esperantisto) é a pessoa que utiliza a língua artificial esperanto. De acordo com a Declaração de Boulogne, um esperantista é alguém que fala esperanto e usa-o para qualquer propósito.
Quanto às ideologias a respeito do uso da língua, os esperantistas costumam distinguir-se entre dois grupos: finvenquistas e raumistas. Em suma, finvenquistas (em esperanto, finvenkistoj) buscam a "Fina Venko" (literalmente, vitória final) do esperanto como língua franca entre as nações; enquanto os raumistas (em esperanto, raŭmistoj), conforme declarado no Manifesto de Rauma, veem o esperanto como uma diáspora cultural-linguística com valor em si mesma, focando a divulgação da língua por seu valor propedêutico e cultura, em vez dos motivos idealistas originais.

## Geografia e demografia
Esperantófonos são mais numerosos na Europa e Ásia Oriental do que nas Américas, África e Oceania, e mais numerosos em áreas urbanas do que em rurais. Na Europa, são mais numerosos nos países do norte e do leste; na Ásia, na China, na Coreia, no Japão e no Irã; nas Américas, no Brasil, na Argentina e no México; na África, no Togo e em Madagascar.
Uma estimativa do número de esperantófonos foi feita por Sidney S. Culbert, um professor de psicologia aposentado da Universidade de Washington e esperantista de longa data que rastreou e avaliou esperantófonos em áreas de amostragem em dezenas de países por mais de vinte anos. Culbert concluiu que entre um e dois milhões de pessoas falam esperanto no nível 3 da escala ILR (competência linguística para trabalho profissional). A estimativa de Culbert não foi feita apenas para o esperanto; incluía-se numa listagem de estimativas para todas as línguas com mais de um milhão de falantes, publicada anualmente no The World Almanac and Book of Facts. Uma vez que Culbert nunca publicou os resultados detalhados para países e regiões particulares, é difícil verificar a precisão de seus resultados.

## Falantes nativos
Um falante nativo de esperanto (em esperanto: denaskulo) é alguém nascido em famílias nas quais o esperanto é falado, geralmente quando o casal é formado por pessoas esperantistas de línguas nativas distintas. Frequentemente um ou ambos os pais escolhem utilizar o esperanto como a língua principal de comunicação com as crianças, que adquirem a língua, assim, da mesma forma que outras crianças adquirem suas línguas nativas; sendo comum que essas crianças tornem-se falantes nativos de duas, três ou até mais línguas. Há casos, também, em que os pais usam o esperanto entre si, mas utilizam outra língua para se comunicarem com seus filhos. Logo, as crianças, que desejam compreender o que seus pais conversam entre si, aprendem a, no mínimo, compreender o esperanto falado.
De acordo com a Ethnologue, há cerca de "200 a 2.000 falantes de Esperanto como primeira língua." Contudo, é sabido que a informação dada pela Ethnologue, no item esperanto, contém erros: ela relaciona o esperanto como uma língua natural da França, país com o qual, como sabemos, ela não tem qualquer ligação; além de fazer comentários linguísticos incorretos.  De acordo com uma síntese de 2019 de todas as estimativas feitas, elas estariam entre várias centenas e 2000, e comporiam entre 1% e 4,5% da comunidade de falantes da língua.
Há esperantófonos nativos famosos, como Petr Ginz e Daniel Bovet. Provavelmente o falante nativo de esperanto mais famoso do mundo é o empresário George Soros, igualmente conhecido por seu papel na Quarta-Feira Negra, filho de um ativo esperantista.

## Cultura
O esperanto não veio de uma cultura específica, mas formou uma. Esperantistas falam em esperanto e sobre esperanto, usando termos, gírias, sarcasmos e uma série de expressões próprias do meio esperantista, alguns aspectos comuns de todos os esperantistas podem definir tal cultura.
Algumas pessoas acusam-no quanto a ser um "idioma universal" por não apresentar cultura, literatura, falantes nativos e por outras razões. Em contrapartida, já há elementos de cultura própria do esperanto, há um acervo considerável de músicas e obras literárias originais na língua (inclusive alguns escritores, como William Auld, já foram indicados ao Nobel de Literatura por suas obras originais em esperanto), há pessoas que têm o esperanto como língua materna (na maioria dos casos, poliglotas) e a língua é usada em todos os continentes.

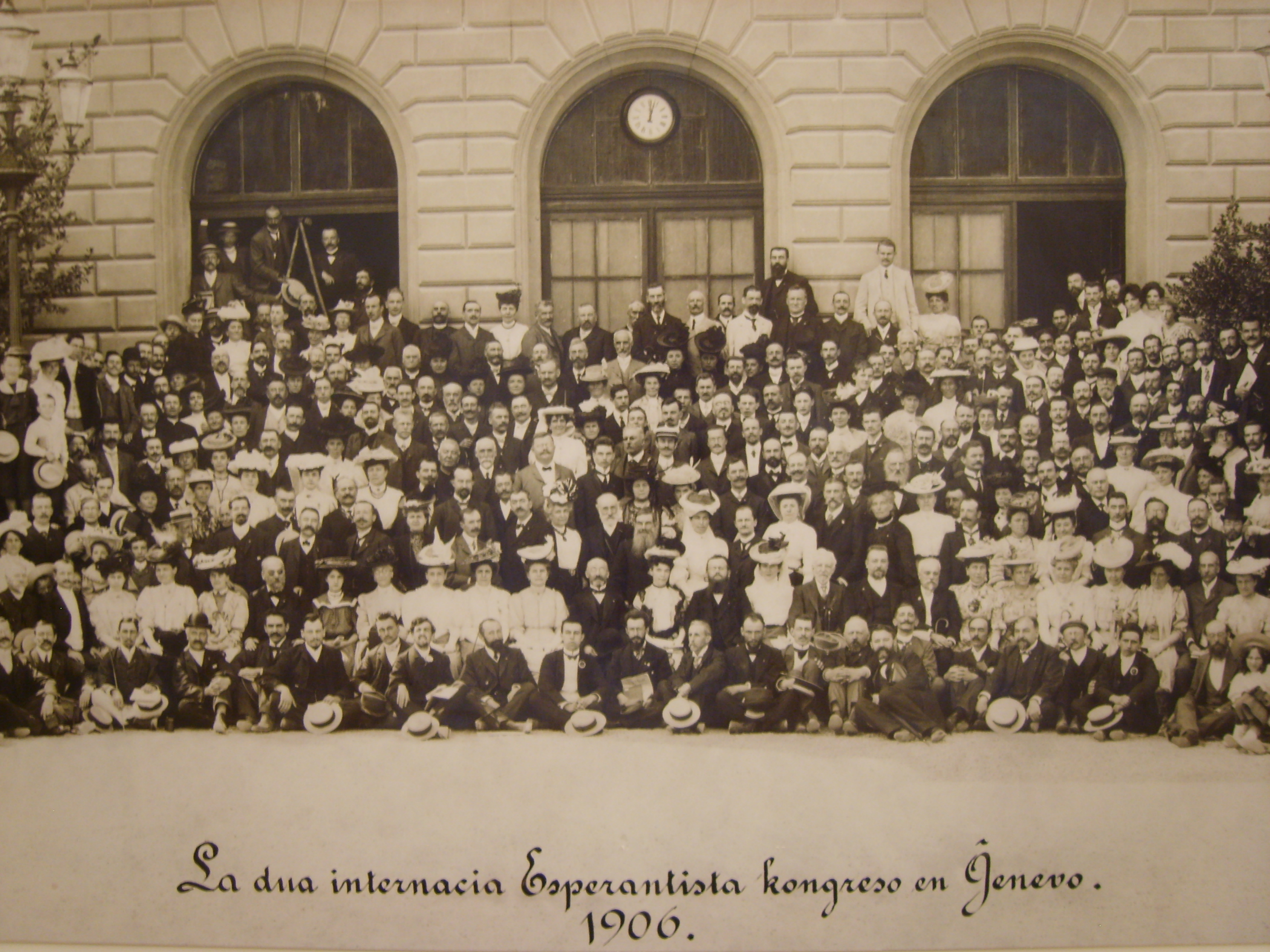
Segundo Congresso de Esperanto na Suíça, em 1906

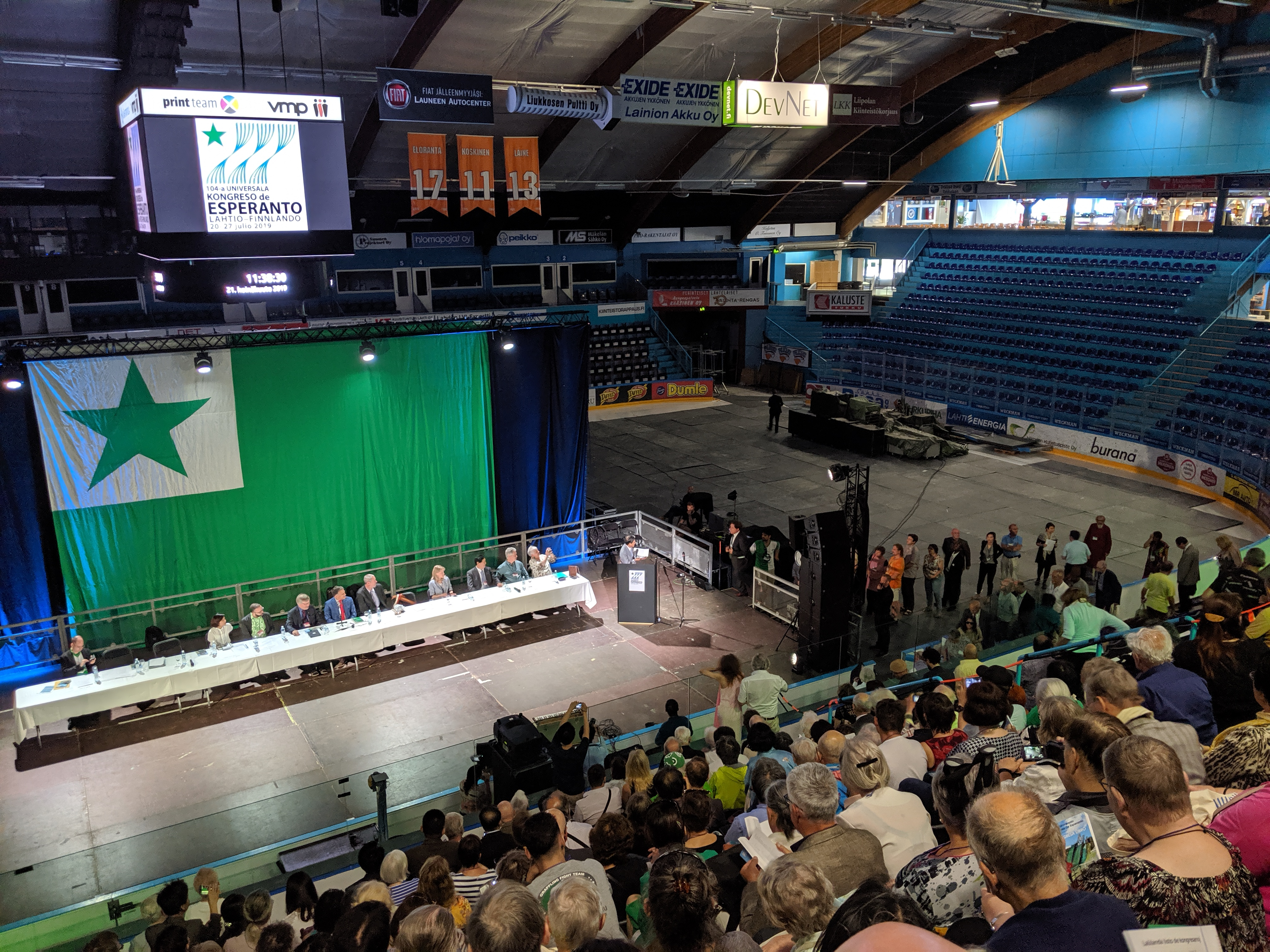
104º Congresso de Esperanto na Finlândia, em 2019

Devido à ideia inicial de fraternidade do esperanto, a tolerância e respeito aos costumes e crenças dos vários povos consiste em um dos componentes dessa cultura; o repúdio ao imperialismo cultural é comum entre os esperantistas, e o desejo de intercâmbio e contato com outros povos apresenta-se na absoluta maioria dos esperantistas, muitas vezes consistindo um dos motivos do aprendizado da língua. Isso é comprovado na leitura do Manifesto de Praga, documento que sintetiza os objetivos comuns a todos os falantes do esperanto. Além do desenvolvimento da cultura em torno da língua, é interessante notar que a causa esperantista parece atingir um grupo especial de indivíduos, tendo eles em comum o desejo de democracia e igualdade entre as nações. A constante entrada desses indivíduos no meio esperantista, faz com que sua cultura se desenvolva e se torne mais universalista a cada dia. Um excelente exemplo das particularidades da cultura esperantista são as expressões idiomáticas surgidas ao longo da evolução da língua, frutos diretos da comunicação internacional entre esperantistas.
Os Congressos Universais de Esperanto, realizados anualmente desde 1905 (excluindo-se o período das grandes guerras), alimentam e aprimoram a cultura esperantista. Nesses congressos é visível a plena existência de uma cultura geral, independente da nacionalidade de cada participante. Os Discursos de Zamenhof mostram alguns indícios dessas características de forma clara.

### Movimentos sociais
Existem diversos movimentos sociais e culturais que apoiam o esperanto de alguma forma.
- Anarquismo: Paul Bertelot, anarquista francês, em 1905, criou a revista Revuo Esperanto, que é, até hoje, o órgão oficial de divulgação da Associação Universal de Esperanto. Bertelot viajou pela Europa divulgando o esperanto entre os trabalhadores, ajudou a organizar o primeiro congresso de esperanto e fundou clubes esperantistas na América do Sul, morrendo prematuramente no Brasil em 1910. A seção libertária da Sennacieca Asocio Tutmonda ("Associação Mundial Anacional"), criada na década de 1920, até hoje é atuante.
- Centro de Mídia Independente: É uma rede internacional formada por produtores de informação de ordem política e social que se autodeclaram independentes de quaisquer interesses empresariais ou governamentais. O site brasileiro do CMI possui versão em esperanto.
- Bona Espero: É uma escola e internato localizada no município de Alto Paraíso de Goiás, região norte do estado de Goiás, a 412 quilômetros de Goiânia (capital do estado) e a 280 quilômetros de Brasília (capital federal), que abriga crianças carentes da região onde a utilização e o ensino do esperanto é comum no dia a dia. A instituição vem sendo visitada por muitos esperantistas ao longo de seus mais de 50 anos de existência. Foi fundada por um grupo nordestino de esperantistas; hoje, é administrada pelo casal Gratapagglia, por Ursula (alemã) e Giuseppe (italiano), além de outros três diretores.

### Movimentos religiosos
Alguns grupos religiosos ao redor do mundo apoiam, de alguma forma, o esperanto.
- Catolicismo: Em 1910, foi fundada a União Internacional Católica Esperantista, cujo órgão, a revista Espero Katolika, é o periódico em esperanto mais antigo ainda em atividade. Papas católicos romanos (incluindo pelo menos o Papa João Paulo II e Bento XVI) usaram o esperanto ocasionalmente no urbi et orbi multilíngue.
- Cristandade em geral: A Kristana Esperantista Ligo Internacia (Liga Internacional Cristã Esperantista) foi formada logo cedo na história do esperanto e é de orientação predominantemente protestante, mas também são filiados a ela católicos romanos e ortodoxos. Há alguns apologistas e professores cristãos que usam o esperanto como um meio de comunicação. O pastor nigeriano Bayo Afolaranmi tem um grupo no Yahoo! chamado "Spirita nutraĵo" (alimento espiritual), que hospeda mensagens semanais desde 2003. A primeira tradução da Bíblia para esperanto foi uma tradução do Tanakh (Velho Testamento), feita por Zamenhof, que foi revisada e comparada com traduções para outras línguas por um grupo de clérigos britânicos, antes de sua publicação na British and Foreign Bible Society em 1910. Em 1926, ela foi publicada junto com uma tradução do Novo Testamento, numa edição geralmente chamada de Londona Biblio. Nos anos 1960, Internacia Asocio de Bibliistoj kaj Orientalistoj tentou organizar uma nova e ecumênica versão da Bíblia em esperanto. Desde então, o pastor luterano Gerrit Berveling traduziu os Livros Deuterocanônicos, além de novas traduções dos Evangelhos, algumas das epístolas do Novo Testamento e alguns livros do Tanakh; estes foram publicados em várias brochuras separadas, ou em série na revista Dia Regno, mas os deuterocanônicos apareceram numa edição recente da Londona Biblio.
- Espiritismo: Em 1908, o espírita Camilo Chaigneau escreveu um artigo intitulado "O Espiritismo e o Esperanto" na revista de Gabriel Delanne (depois reproduzido no periódico "La Vie d'Outre-Tombe", de Charleroi, e na revista brasileira Reformador em 1909), recomendando o uso de Esperanto em uma "revista central" para todos os espíritas no mundo. O esperanto, então, foi divulgado ativamente no Brasil por espíritas. Este fenómeno originou-se através de Ismael Gomes Braga e Francisco Valdomiro Lorenz, sendo o último um emigrante de origem checa que foi pioneiro de ambos os movimentos neste país. Assim, a Federação Espírita Brasileira publica livros didáticos de esperanto, traduções das obras básicas do espiritismo e encoraja os espíritas a se tornarem esperantistas.
- Fé Bahá'í: A Fé Bahá'í encoraja o uso de uma língua auxiliar, e, sem endossar nenhuma língua específica, vê no esperanto um grande potencial para esse papel. Considera-se, entretanto, que qualquer língua ao ser adotada poderá ser modificada e adaptada através de um consenso com representação de todos os países. Lidja Zamenhof, filha do fundador do esperanto, tornou-se Bahá'i. Vários volumes de escritos da Fé Bahá'i já foram traduzidos para esperanto.
- Homaranismo: Zamenhof promoveu uma doutrina filosófica e religiosa chamada homaranismo, mas temeu que se confundissem as ideias da doutrina com o ideal pró-esperanto. Por esse e outros motivos, não se empenhou tanto em sua divulgação. Todavia, a maior parte dos adeptos do homaranismo hoje são esperantistas, tendo conhecido a doutrina através do esperanto.
- Islã: Ayatollah Khomeini do Irã fez um chamado oficial aos islâmicos ao aprendizado do esperanto e elogiou o uso dessa língua como um meio para melhor compreensão entre povos de diferentes religiões. Após sugerir que o esperanto substituísse o inglês como uma língua franca internacional, a língua foi introduzida nos seminários de Qom. Uma tradução do Corão em esperanto foi publicada pelo estado pouco tempo depois Khomeini e o governo iraniano passaram a fazer oposição ao esperanto em 1981 após notar que seguidores da Fé Bahá'i estavam interessados no esperanto.
- Oomoto: A religião oomoto encoraja o uso do esperanto entre seus seguidores, e inclui Zamenhof entre seus espíritos divinos.
- Pentecostalismo: A Congregação Cristã no Brasil recebeu uma versão em Esperanto, intitulada de Kristana Kongregacio en Brazilo.

## Esperantistas proeminentes

### Esperantistas importantes
- Ludwik Lejzer Zamenhof, oculista polonês e médico, inventor do esperanto.
- Muztar Abbasi, acadêmico paquistanês, patrono da PakEsA, traduziu o Alcorão para o esperanto e muitos outros trabalhos.
- William Auld, eminente poeta escocês e indicado ao Prêmio Nobel de Literatura
- Julio Baghy, poeta húngaro, membro da Academia de Esperanto e "Dad" ("Paĉjo") do movimento esperantista.
- Henri Barbusse, escritor francês, presidente honorário do primeiro congresso da Sennacieca Asocio Tutmonda.
- Kazimierz Bein, "Kabe", proeminente ativista e escritor esperantista que subitamente deixou o movimento Esperanto. Em sua referência, existe a expressão em esperanto ”kabei”, que significa “apostatar-se”, “abandonar”.
- Émile Boirac, escritor francês e primeiro presidente do comitê de língua esperantista (mais tarde a Academia de Esperanto)
- Antoni Grabowski, pai da poesia esperantista
- Boris Kolker, estudioso esperantista e membro chave da Academia de Esperanto
- John Edgar McFadyen, teólogo e tradutor
- Frederico Pujulà i Vallés, pioneiro do esperanto na Espanha
- Chuck Smith, esperantista americano e criador da Wikipédia em esperanto, um dos mais populares sites de esperanto. Primeiro líder de equipe do curso esperanto do Duolingo.
- Sándor Szathmári, figura de destaque da literatura esperantista

### Políticos
- Arno Philipp, educador, militar, escritor, tradutor, jornalista e político teuto-brasileiro. Primeiro esperantista no Brasil.
- Everardo Backheuser, acadêmico e político, notável por sua atuação intelectual na reforma urbana do Rio de Janeiro. Jornalista d'O Paiz e membro-fundador e primeiro secretário da Academia Brasileira de Ciências.
- José Artur Boiteux, jornalista, historiador, advogado, político, patrono do ensino superior em Santa Catarina.
- Kazimierz Badowski, fundador do Partido Comunista da Polônia, promoveu o esperanto como parte do movimento trotskista
- Richard Bartholdt, representante dos EUA no Missouri
- Robert Cecil, 1º Visconde Cecil de Chelwood, um dos arquitetos da Liga das Nações, recebeu o Prémio Nobel da Paz
- Parley Parker Christensen, político na Califórnia e Utah
- Willem Drees, político holandês, Primeiro Ministro dos Países Baixos (1948-1958)
- Małgorzata Handzlik, membro do Parlamento Europeu
- Jean Jaurès, político francês. Ele propôs ao Congresso Socialista Internacional em Stuttgart, em 1907, o uso do esperanto para a informação difundida pelo escritório da organização em Bruxelas.
- Franz Jonas, presidente da República da Áustria, Secretário da Liga Laborista Esperantista Austríaca e fundador do Internacio de Socialistaj Esperantistoj ("Internacional dos Esperantistas Socialistas")
- Heinz Fischer, presidente da República da Áustria
- Ho Chi Minh, primeiro presidente do Vietnã
- Josip Broz Tito, chefe do estado da Iugoslávia

### Escritores
- Guimarães Rosa, poliglota, diplomata, e médico brasileiro, considerado o maior escritor brasileiro do século XX e um dos maiores de todos os tempos. Autor de "Grande Sertão: Veredas".
- František Lorenz (aportuguesado para Francisco Valdomiro Lorenz), tradutor e filósofo nascido no Império Austro-Húngaro. Um dos primeiros esperantistas do mundo e o segundo no Brasil. Falava mais de cem línguas.
- Júlio Verne, autor francês, incorporou o esperanto em sua última obra inacabada
- Marco Lucchesi, poeta, escritor, romancista, ensaísta, tradutor e sétimo ocupante da cadeira de Gonçalves Dias na Academia Brasileira de Letras, da qual é o mais jovem presidente dos últimos 60 anos.
- J. R. R. Tolkien, premiado escritor, professor universitário e filólogo britânico autor de obras proeminentes de fantasia como “O Hobbit”, “O Senhor dos Anéis e “O Silmarillion”.
- Petr Ginz, menino falante nativo de esperanto que escreveu um dicionário Esperanto-Tcheco, mas depois morreu em um campo de concentração aos 16 anos. Seu desenho da Lua foi levado a bordo do Ônibus Espacial Columbia. Seu diário aparece em tcheco, espanhol, catalão e esperanto e foi publicado recentemente em inglês.
- Kenji Miyazawa, poeta e escritor de literatura infantil japonês. Autor de "Ginga Tetsudō no Yoru" (銀河鉄道の夜).
- Nadija Hordijenko Andrianova, escritora e tradutora ucraniana
- Maria Angelova, poetisa búlgara
- Ragnar Jaðimbalgsøn, escritor brasileiro
- Ba Jin, prolífico escritor chinês e presidente da Associação de Escritores Chineses
- Henri Barbusse, escritor francês e presidente honorário do primeiro congresso da Sennacieca Asocio Tutmonda
- Louis de Beaufront, escritor esperantista
- Gerrit Berveling, poeta holandês esperantista, tradutor e editor da revista literária esperantista, Fonto
- Marjorie Boulton, escritora e poetisa britânica em inglês e esperanto; pesquisadora e escritora
- Jorge Camacho, escritor espanhol esperantista
- Vasili Eroshenko, escritor russo, esperantista, linguista e professor
- Don Harlow, escritor americano esperantista e webmaster dos Estados Unidos
- Hector Hodler, jornalista suíço, tradutor, organizador e filantropo
- Hans Jakob, escritor suíço
- Kálmán Kalocsay, cirurgião húngaro, poeta, tradutor e editor
- Georges Lagrange, escritor francês, membro da Academia de Esperanto
- Nikolai Vladimirovich Nekrasov, escritor e tradutor esperantista da União Soviética
- Mauro Nervi, poeta italiano
- Edmond Privat, autor suíço, jornalista, professor universitário e ativista do movimento
- Cezaro Rossetti, escritor escocês
- René de Saussure, escritor e ativista suíço
- Teodoro Schwartz, médico judeu húngaro, advogado, autor e editor
- William Thomas Stead, conhecido filantropo, jornalista e pacifista que estava a bordo do RMS Titanic quando afundou.
- Þórbergur Þórðarson (Thorbergur Thortharson), escritor islandês
- Leo Tolstoy, escritor e filósofo russo, que afirmou ter aprendido a escrever esperanto após duas horas de estudo
- Julian Tuwim, poeta e tradutor polonês.
- Vladimir Varankin, escritor russo

### Cientistas
- Louis Lumière, francês inventor do cinema, disse: "O uso do esperanto poderia ter uma das consequências mais felizes em seus efeitos nas relações internacionais e no estabelecimento da paz".
- Egon Schaden, um dos pais da antropologia no Brasil e importante estudioso de línguas indígenas.
- Yrjö Väisälä, astrônomo finlandês, descobriu os asteroides 1421 Esperanto e 1462 Zamenhof
- Reinhard Selten, economista alemão e ganhador do Prêmio Nobel de Economia em 1994 por seu trabalho na teoria dos jogos. Ele é autor de dois livros em esperanto sobre esse assunto.
- Daniel Bovet, farmacologista italiano e ganhador do Prêmio Nobel de 1957 em Fisiologia ou Medicina, aprendeu esperanto como primeira língua
- Sidney S. Culbert, linguista e psicólogo americano
- Bertalan Farkas, cosmonauta húngaro
- Wilhelm Ostwald, alemão ganhador do Prêmio Nobel por seu trabalho seminal em catálise química
- Claude Piron, esperantista, psicólogo e lingüista, tradutor para as Nações Unidas
- Leonardo Torres y Quevedo, engenheiro civil e matemático espanhol.
- John C. Wells, foneticista britânico e professor de esperanto
- Vladimir Köppen, geógrafo russo de ascendência alemã
- Marcel Minnaert, astrônomo belga que trabalhou em Utrecht

### Criminosos
- Billy Ray Waldon, assassino e estuprador convicto no corredor da morte. Criador da língua poliespo, baseada no esperanto com influências da língua cherokee.
- Viktor Bout, preso em 2008 por tráfico de armas. Inspiração para o "mercador da morte", personagem do filme Lord of War.
- Adam Lanza, perpetrador do tiroteio na escola primária de Sandy Hook. Supostamente autista.

### Outros
- Muitos adeptos da Fé Bahá'í são/foram envolvidos com o esperanto. Lidia Zamenhof, filha de Zamenhof, era bahá'í. Vários líderes bahá'ís falam o esperanto, mais notavelmente o filho de Bahá'u'lláh, `Abdu'l-Bahá, aprendeu esperanto (ver John Esslemont).
- Rudolf Carnap, filósofo alemão.
- Onisaburo Deguchi, uma das principais figuras do movimento religioso Oomoto no Japão e presidente da Universala Homama Asocio ("Associação Universal de Amor Humano")
- Alfred Fried, ganhador do Prêmio Nobel da Paz e autor de um livro didático sobre esperanto
- Ebenezer Howard, conhecido por sua publicação Garden Cities of To-Morrow (1898), a descrição de uma cidade utópica em que as pessoas convivem harmoniosamente com a natureza
- Papa João Paulo II, proferiu vários discursos em esperanto durante sua carreira
- Franko Luin, tipógrafo sueco de nacionalidade eslovena
- John Eyton Bickersteth Mayor, erudito inglês clássico, proferiu um discurso histórico contra os reformistas da língua Congresso Mundial de Esperanto realizado em Cambridge
- Alexander Nedoshivin, especialista em impostos, um dos fundadores da Sociedade Esperantista em Kaunas, Lituânia
- Seok Joo-myung, ecologista coreano que estudou e identificou borboletas nativas da Coreia
- William Main Page, secretário da Edinburgh Esperanto Society, editor e autor
- László Polgár, professor húngaro de xadrez
- Susan Polgar, húngaro-americana grande mestre de xadrez, ensinou esperanto por seu pai László
- William Shatner, ator canadense, cantor e autor
- George Soros, bilionário húngaro-americano e filho de família judaica e esperantista ("Soros", nome escolhido por seu pai para evitar a perseguição antissemita, em esperanto significa "planará, subirá")
- Daniel Tammet, autista savant britânico, declarou o esperanto como uma das dez línguas que ele fala.